# Damir Alekseevič Vjatič-Berežnych
Damir Alekseevič Vjatič-Berežnych, in russo Дамир Алексеевич Вя́тич-Бережны́х? (Mosca, 26 dicembre 1925 – Mosca, 1993), è stato un regista sovietico.

## Filmografia parziale

### Regista
- Po tonkomu l'du (1966)
- Doktor Vera (1967)
- Zoloto (1969)
- Pёtr Rjabinkin (1973)
- Korpus generala Šubnikova (1980)